# District historique de Lincoln
Le district historique de Lincoln (anglais : Lincoln Historic District) est un district historique de la ville américaine de Lincoln, au Nouveau-Mexique. Il est classé National Historic Landmark depuis le 19 décembre 1960.